# Грамматика древнеанглийского языка
Грамматика древнеанглийского языка значительно отличается от грамматики современного английского языка. Являясь одним из древних германских языков, древнеанглийский имеет морфологическую систему, схожую с прагерманской, а также характерные элементы германской грамматики, такие как умлаут.
Среди живых языков морфология древнеанглийского языка ближе всего к исландскому языку, который является одним из самых консервативных германских языков; в меньшей степени древнеанглийский похож на современный немецкий язык.
В древнеанглийском языке существительные, местоимения, прилагательные и определения имели пять падежей (именительный, винительный, родительный, дательный и творительный), два грамматических числа (единственное и множественное) и три грамматических рода (мужской, женский и средний род). Личные местоимения первого и второго лица имели двойственные формы для обращения к двум людям, а также обычные формы единственного и множественного числа. Творительный падеж существовал только в мужском и среднем роде единственного числа,. часто заменяясь дательным падежом. Прилагательные, местоимения и причастия согласовывались с предшествующими существительными в числе и роде. Глаголы согласовывались в лице и числе.
В древнеанглийском языке существовала сложная система склонений с большим разнообразием окончаний. Глаголы имели девять основных спряжений (семь сильных и два слабых), все с многочисленными подтипами, а также несколько прочих спряжений и несколько неправильных глаголов. Главное отличие древнеанглийского от других древних индоевропейских языков, таких как латынь, было то, что глаголы имели сопряжения в только двух временах (против шести в латыни).
Грамматический род существительного не обязательно соответствовал истинному полу, даже для существительных, относящихся к людям. Например, слово sunne («солнце») было женского рода, слово mōna («луна») — мужского рода, а wīf («женщина») — среднего рода.

## Морфология

### Глаголы
Глаголы в древнеанглийском языке разделялись на сильные и слабые глаголы. В сильных глаголах важными были комбинаторные изменения, которым подверглись гласные в разных позициях. Слабые глаголы были производными от других слов при помощи суффикса.
Главное различие между этими двумя типами глаголов состояло в том, что слабые глаголы, в отличие от сильных, использовали в прошедшем времени дентальный суффикс (-d-, -t-, -ð- и др.): слабый глагол deman (судить) в прошедшем времени — dem-d-e— , а сильный глагол helpan (помогать) в прошедшем времени — healp.

#### Сильные глаголы
Разделение сильных глаголов на классы проводится по их различиям в чередовании корневого гласного. В древнеанглийском было семь основных классов сильных глаголов; каждый класс имел свои особенности: 
1. ī + одна согласная. 1-й класс образуются либо от существительного, либо от других глаголов. У правильных глаголов 1 класса корневой гласный во всех формах подвергся nepeгласовке под влиянием элемента -i в суффиксе. В 1-м классе было 11 неправильных глаголов.
2. ēo или ū + одна согласная.
3. Значение и форму суффикса трудно вычленить: -ai- или -ē-. Глаголы, имеющие после чередующегося гласного h или Ʒ + согласный.
4. е + согласная (обычно l или r,, плюс глагол brecan 'сломать'). В 4 классе имеются специфические глаголы с особой фонетикой.
5. е + согласная.
6. а + согласная. В древнеанглийском языке 6 класс распался на два варианта: вариант с 'а' в основе настоящего времени и вариант с 'е' и удвоенным согласным в основе настоящего времени.
7. Всегда корневое слово (либо долгое гласное или короткое + два согласных). Включает в себя глаголы, которые ранее образовывали прошедшее время с помощью частичного удвоения корня (haitan называть — haihait назвал).

| Класс | Корень  | Инфинитив                                      | Первое прошедшее    | Второе прошедшее    | Причастие прошедшего времени |
| ----- | ------- | ---------------------------------------------- | ------------------- | ------------------- | ---------------------------- |
| I     | сильный | ī                                              | ā                   | i                   | i                            |
| II    | сильный | ēo или ū                                       | ēa                  | u                   | o                            |
| III   | сильный | h или Ʒ + согласный                            | h или Ʒ + согласный | h или Ʒ + согласный | h или Ʒ + согласный          |
| IV    | слабый  | e (+r/l)                                       | æ                   | ǣ                   | o                            |
| V     | слабый  | e(+согласная)                                  | æ                   | ǣ                   | e                            |
| VI    | слабый  | a                                              | ō                   | ō                   | a                            |
| VII   | сильный | ō, ā, ēa, a (+nC), ea (+rC/lC), occ. ǣ ē or ēo | ē или ēo            | ē или ēo            | так же, как инфинитив        |

Легкие корни глагола состояли из короткого гласного с последующим однократным согласным, в то время как все остальные были тяжелые.
Третий класс глаголов разделялся на пять подклассов:
1. е + две согласных (кроме слов, начинающихся с L).
2. eo + r или h + другая согласная.
3. e + l + другая согласная.
4. g, c, или sc + ie + две согласных.
5. i + nasal + еще одна согласная.

| Подкласс | Инфинитив | Первое прошедшее | Второе прошедшее | Причастие прошедшего времени |
| -------- | --------- | ---------------- | ---------------- | ---------------------------- |
| a        | e         | æ                | u                | o                            |
| b        | eo        | ea               | u                | o                            |
| c        | e         | ea               | u                | o                            |
| d        | ie        | ea               | u                | o                            |
| e        | i         | a                | u                | u                            |

| Время/склонение              | Местоимение                  | 'steal'     |
| ---------------------------- | ---------------------------- | ----------- |
| Инфинитив                    | Инфинитив                    | stelan      |
| Инфинитив                    | Инфинитив                    | tō stelanne |
| en:Present indicative        |                              |             |
| ic                           | stele                        |             |
| þū                           | stilst                       |             |
| hē/hit/hēo                   | stilð                        |             |
| wē/gē/hīe                    | stelaþ                       |             |
| en:Past indicative           | ic                           | stæl        |
| en:Past indicative           | þū                           | stǣle       |
| en:Past indicative           | hē/hit/hēo                   | stæl        |
| en:Past indicative           | wē/gē/hīe                    | stǣlon      |
| Сослагательное наклонение    | ic/þū/hē/hit/hēo             | stele       |
| Сослагательное наклонение    | wē/gē/hīe                    | stelen      |
| Сослагательное наклонение    | ic/þū/hē/hit/hēo             | stǣle       |
| Сослагательное наклонение    | wē/gē/hīe                    | stǣlen      |
| Повелительное наклонение     | Singular                     | stel        |
| Повелительное наклонение     | Plural                       | stelaþ      |
| en:Present participle        | en:Present participle        | stelende    |
| Причастие прошедшего времени | Причастие прошедшего времени | (ge)stolen  |

#### Слабые глаголы
Слабых глаголов образуется путем добавления альвеолярного (t или d) окончания к основе в прошлом времени. Примеры: love, loved and look, looked.
В слабых глаголах было 3 основных класса, в готском был специфический четвертый. Классификация слабых глаголов производилась на основе различий в основообразующем суффиксе.
| Время/склонение           | Местоимение           | 'put to sleep' | 'heal'     | 'journey'   |
| ------------------------- | --------------------- | -------------- | ---------- | ----------- |
| Инфинитив                 | Инфинитив             | swebban        | hǣlan      | sīðian      |
| Инфинитив                 | Инфинитив             | tō swebbanne   | tō hǣlanne | tō sīðianne |
| en:Present indicative     | ic                    | swebbe         | hǣle       | sīðie       |
| en:Present indicative     | þū                    | swefest        | hǣlst      | sīðast      |
| en:Present indicative     | hē/hit/hēo            | swefeþ         | hǣlþ       | sīðað       |
| en:Present indicative     | wē/gē/hīe             | swebbaþ        | hǣlaþ      | sīðiað      |
| en:Past indicative        | ic                    | swefede        | hǣlde      | sīðode      |
| en:Past indicative        | þū                    | swefedest      | hǣldest    | sīðodest    |
| en:Past indicative        | hē/hit/hēo            | swefede        | hǣlde      | sīðode      |
| en:Past indicative        | wē/gē/hīe             | swefedon       | hǣldon     | sīðodon     |
| Сослагательное наклонение | ic/þū/hē/hit/hēo      | swebbe         | hǣle       | sīðie       |
| Сослагательное наклонение | wē/gē/hīe             | swebben        | hǣlen      | sīðien      |
| Сослагательное наклонение | ic/þū/hē/hit/hēo      | swefede        | hǣlde      | sīðode      |
| Сослагательное наклонение | wē/gē/hīe             | swefeden       | hǣlden     | sīðoden     |
| Повелительное наклонение  | Singular              | swefe          | hǣl        | sīða        |
| Повелительное наклонение  | Plural                | swebbaþ        | hǣlaþ      | sīðiað      |
| en:Present participle     | en:Present participle | swefende       | hǣlende    | sīðiende    |
| Причастие                 | Причастие             | swefed         | hǣled      | sīðod       |

| Время/склонение              | Местоимение                  | 'have'          | 'live'             | 'say'          | 'think'         |
| ---------------------------- | ---------------------------- | --------------- | ------------------ | -------------- | --------------- |
| Инфинитив                    | Инфинитив                    | habban          | libban, lifgan     | secgan         | hycgan          |
| en:Present indicative        |                              |                 |                    |                |                 |
| ic                           | hæbbe                        | libbe, lifge    | secge              | hycge          |                 |
| þū                           | hæfst, hafast                | lifast, leofast | segst, sagast      | hygst, hogast  |                 |
| hē/gē/hēo                    | hæfð, hafað                  | lifað, leofað   | segð, sagað        | hyg(e)d, hogað |                 |
| wē/gē/hīe                    | habbaþ                       | libbað          | secgaþ             | hycgað         |                 |
| en:Past indicative           | en:Past indicative           | hæfde           | lifde, leofode     | sægde          | hog(o)de, hygde |
| Настоящее сослагательное     | Настоящее сослагательное     | hæbbe           | libbe, lifge       | secge          | hycge           |
| Прошлое сослагательное       | Прошлое сослагательное       | hæfde           | lifde, leofode     | sægde          | hog(o)de, hygde |
| Повелительное наклонение     | Единственное число           | hafa            | leofa              | sæge, saga     | hyge, hoga      |
| Повелительное наклонение     | Множественное число          | habbaþ          | libbaþ, lifgaþ     | secgaþ         | hycgaþ          |
| Причастие настоящего времени | Причастие настоящего времени | hæbbende        | libbende, lifgende | secgende       | hycgende        |
| Причастие прошедшего времени | Причастие прошедшего времени | gehæfd          | gelifd             | gesægd         | gehogod         |

#### Претеритно-презентные глаголы
В претерито-презентных глаголах формы настоящего времени по происхождению являются формами прошедшего времени. Указанные формы образованы по образцу сильного прошедшего. В древнеанглийском у претерито-презентных глаголов были также формы прошедшего времени, однако они, как и все неличные формы, были новообразованиями.
Современные глаголы can, may, shall и др. относятся к единственному числу настоящего времени. Глаголы ought и must восходят к прошедшему времени, то есть являются дважды претерито-презентными.

#### Неправильные глаголы
Существует группа из четырех глаголов, которые являются неправильными: «want» (современное «will»), «do», «go» и «be». Это наиболее часто используемые глаголы в языке.
Спряжения глаголов 'to do' gān 'to go', willan 'to want' в настоящем времени.
| Время/склонение     | Местоимение         | 'do'   | 'go'   | 'will'    |
| ------------------- | ------------------- | ------ | ------ | --------- |
| Инфинитив           | Инфинитив           | dōn    | gān    | willan    |
| Present indicative  | ic                  | dō     | gā     | wille     |
| Present indicative  | þū                  | dēst   | gǣst   | wilt      |
| Present indicative  | hē/hit/hēo          | dēð    | gǣð    | wile      |
| Present indicative  | wē/gē/hīe           | dōð    | gāð    | willað    |
| Past indicative     | ic/hē/hit/hēo       | dyde   | ēode   | wolde     |
| Past indicative     | þū                  | dydest | ēodest | woldest   |
| Past indicative     | wē/gē/hīe           | dydon  | ēodon  | woldon    |
| Present subjunctive | Present subjunctive | dō     | gā     | wille     |
| Past subjunctive    | Past subjunctive    | dyde   | ēode   | wolde     |
| Present participle  | Present participle  | dōnde  | *gānde | willende  |
| Past participle     | Past participle     | gedōn  | gegān  | *gewillan |

Глагол 'to be' имел три разные формы:
| Время/склонение          | Местоимение        | sindon    | bēon   | wesan    |
| ------------------------ | ------------------ | --------- | ------ | -------- |
| Инфинитив                | Инфинитив          | sindon    | bēon   | wesan    |
| Present indicative       | ic                 | eom       | bēo    | wese     |
| Present indicative       | þū                 | eart      | bist   | wesst    |
| Present indicative       | hē/hit/hēo         | is        | bið    | wes(t)   |
| Present indicative       | wē/gē/hīe          | sind(on)  | bēoð   | wesað    |
| Past indicative          | ic                 | wæs       | *wǣs   | wæs      |
| Past indicative          | þū                 | *wǣre     | *wǣre  | wǣre     |
| Past indicative          | hē/hit/hēo         | *wǣs      | *wǣs   | wæs      |
| Past indicative          | wē/gē/hīe          | *wǣron    | *wǣron | wǣron    |
| Present subjunctive      | ic/þū/hē/hit/hēo   | sīe       | bēo    | wese     |
| Present subjunctive      | wē/gē/hīe          | sīen      | bēon   | wesen    |
| Past subjunctive         |                    |           |        |          |
| ic/þū/hē/hit/hēo         | *wǣre              | *wǣre     | wǣre   |          |
| wē/gē/hīe                | *wǣren             | *wǣren    | wǣren  |          |
| Повелительное наклонение | Singular           | wes       | bēo    | wes      |
| Повелительное наклонение | Plural             | wesað     | bēoð   | wesað    |
| Present participle       | Present participle | *sindonde | bēonde | wesende  |
| Past participle          | Past participle    | *gesindon | gebēon | *geweson |

### Существительные
Существительное в древнеанглийском языке имело пять падежей: именительный, винительный, дательный, родительный и остатки творительного
.
Кроме того, существительные имели разные окончания в зависимости от того, является ли существительное в единственном числе (например, hring «одно кольцо») или множественном числе (например, hringas «много колец»).
Существительные также подразделяются на грамматические роды — мужской, женский и средний род. Мужского и средний роды слов различаются окончаниями, а женский род имеют собственное подмножество окончаний.
Кроме того, древнеанглийские существительные делятся на сильные или слабые. Слабые существительные имеют свои окончания. В общем, слабые существительные являются менее сложными, чем сильные существительные, поскольку они начали терять свою систему склонений.

#### Сильные существительные
Пример падежных окончаний для каждого пола у сильных существительных:
| Падеж/Род/Число | Мужской род  | Мужской род   | Средний род  | Средний род   | Женский род  | Женский род   |
| Падеж/Род/Число | Единственное | Множественное | Единственное | Множественное | Единственное | Множественное |
| --------------- | ------------ | ------------- | ------------ | ------------- | ------------ | ------------- |
| Именительный    | -            | -as           | -            | -u/-          | -u/-         | -a            |
| Винительный     | -            | -as           | -            | -u/-          | -e           | -a, -e        |
| Родительный     | -es          | -a            | -es          | -a            | -e           | -a            |
| Дательный       | -e           | -um           | -e           | -um           | -e           | -um           |

| Падеж/Род/Число | Мужской engel 'angel' | Мужской engel 'angel' | Средний scip 'ship''' | Средний scip 'ship''' | Женский sorg 'sorrow' | Женский sorg 'sorrow' |
| Падеж/Род/Число | Единственное          | Множественное число   | Единственное          | Множественное число   | Единственное          | Множественное число   |
| --------------- | --------------------- | --------------------- | --------------------- | --------------------- | --------------------- | --------------------- |
| Именительный    | engel                 | englas                | scip                  | scipu                 | sorg                  | sorga                 |
| Винительный     | engel                 | englas                | scip                  | scipu                 | sorge                 | sorga/sorge           |
| Родительный     | engles                | engla                 | scipes                | scipa                 | sorge                 | sorga                 |
| Дательный       | engle                 | englum                | scipe                 | scipum                | sorge                 | sorgum                |

Наряду с сильным и слабым склонением имен существительных в древнеанглийском языке существовало корневое склонение в существительных мужского и женского родов. Количество слов, относящихся к этому склонению, невелико, но многие из них сохранились в современном языке и составляют в настоящее время особую группу существительных с изменением корневого гласного в формах множественного числа (man — men, goose — geese, mouse — mice и т. д.).

### Прилагательные
Прилагательные в древнеанглийском языке склоняются так же, как и категории, как существительные: пять падежей (именительный, винительный, родительный, дательный и творительный), три рода (мужской, женский, средний род) и два числа (в единственном числе, множественное число). Кроме того, в древнеанглийском языке различалось два типа склонения прилагательных:
сильное (неопределенное) и слабое (определенное):
| Падеж/Род/Число | Mужской      | Mужской       | Средний      | Средний       | Женский      | Женский       |
| Падеж/Род/Число | Единственное | Множественное | Единственное | Множественное | Единственное | Множественное |
| --------------- | ------------ | ------------- | ------------ | ------------- | ------------ | ------------- |
| Именительный    | -            | -e            | -            | -u/-          | -u/-         | -e, -a        |
| Винительный     | -ne          | -e            | -            | -u/-          | -e           | -e, -a        |
| Родительный     | -es          | -ra           | -es          | -ra           | -re          | -ra           |
| Дательный       | -um          | -um           | -um          | -um           | -re          | -um           |
| Творительный    | -e           | -um           | -e           | -um           | -re          | -um           |

Для '-u / -' форм выше, различие такое же, как для сильных существительных.
| Род/падеж/Число | Мужской      | Мужской             | Средний      | Средний             | Женственный  | Женственный         |
| Род/падеж/Число | Единственное | Множественное число | Единственное | Множественное число | Единственное | Множественное число |
| --------------- | ------------ | ------------------- | ------------ | ------------------- | ------------ | ------------------- |
| Именительный    | gōd          | gōde                | gōd          | gōd                 | gōd          | gōde, -а            |
| Винительный     | gōdne        | gōde                | gōd          | gōd                 | gōde         | gōde, -а            |
| Родительный     | gōdes        | gōdra               | gōdes        | gōdra               | gōdre        | gōdra               |
| Дательный       | gōdum        | gōdum               | gōdum        | gōdum               | gōdre        | gōdum               |
| Творительный    | gōde         | gōdum               | gōde         | gōdum               | gōdre        | gōdum               |

| Род/Падеж/Число | Мужской      | Мужской             | Средний      | Средний             | Женственный  | Женственный         |
| Род/Падеж/Число | Единственное | Множественное число | Единственное | Множественное число | Единственное | Множественное число |
| --------------- | ------------ | ------------------- | ------------ | ------------------- | ------------ | ------------------- |
| Именительный    | gōda         | gōdan               | gōde         | gōdan               | gōde         | gōdan               |
| Винительный     | gōdan        | gōdan               | gōde         | gōdan               | gōdan        | gōdan               |
| Родительный     | gōdan        | gōdena              | gōdan        | gōdena              | gōdan        | gōdena              |
| Дательный       | gōdan        | gōdum               | gōdan        | gōdum               | gōdan        | gōdum               |
| Творительный    | gōdan        | gōdum               | gōdan        | gōdum               | gōdan        | gōdum               |

Слабое склонение прилагательных аналогично склонению существительных с основами на -n, кроме формы родительного падежа множественного числа, в которой прилагательные имеют окончание -ra (из сильного склонения), вместо -еnа или -nа.
Для образования форм степеней сравнения прилагательных использовались суффиксы: сравнительную степень характеризовал суффикс -r-, превосходную st- (betst). Кроме того, в форме превосходной степени перед суффиксом обычно ставилась соединительная гласная, которая выступала в двух вариантах: варианте -е- и варианте -о-.

## Числительные
В древнеанглийском языке названия чисел от 1 до 12 представлены своими корнями. Числа с 13 до 19 образовывали путем сложения основ числительных, oбозначающих единицы, и числительного tīen (tyn, tēn), например: fiftīene — 15; eahtatīene — 18; nigontīene — 19 и др.
Порядковые числительные, начиная с четырех, образовывали прибавлением суффикса -þa (если корень количественного числительного оканчивался на гласный или сонорный согласный), и -ta (если корень оканчивался на глухой согласный). При этом конечный -n перед суффиксом-þa выпадал.
Количественные и порядковые числительные изменялись по падежам. Падежные формы количественных числительных совпадали с формами сильного склонения прилагательных, а падежные формы порядковых числительных — с формами слабого склонения прилагательных.
|     | Количественные               | Порядковые                                         |
| --- | ---------------------------- | -------------------------------------------------- |
| 1   | ān                           | forma, formest(a), fyrmest(a), fyrest(a), ǣrest(a) |
| 2   | tū                           | ōþer, æfterra                                      |
| 3   | þrēo                         | þridda                                             |
| 4   | fēower                       | fēorþa, fēowerþa                                   |
| 5   | fīf                          | fīfta                                              |
| 6   | six (spätere Form), siex     | sixta, siexta                                      |
| 7   | seofon                       | seofoþa                                            |
| 8   | eahta                        | eahtoþa                                            |
| 9   | nigon                        | nigoþa                                             |
| 10  | tīen                         | tēoþa                                              |
| 11  | endleofan, endlefan, enlefan | endleofta, endlefta, enlefta                       |
| 12  | twelf                        | twelfta                                            |
| 13  | þrēotīene                    | þrēotēoþa                                          |
| 14  | fēowertīene                  | fēowertēoþa                                        |
| 15  | fīftīene                     | fīftēoþa                                           |
| 16  | sixtīene                     | sixtēoþa, siextēoþa                                |
| 17  | seofontīene                  | seofontēoþa                                        |
| 18  | eahtatīene                   | eahtatēoþa                                         |
| 19  | nigontīene                   | nigontēoþa                                         |
| 20  | twēntig                      | twentigoþa/twēntigoþa                              |
| 30  | þrītig                       | þrītigoþa                                          |
| 40  | fēowertig                    | fēowertigoþa                                       |
| 50  | fīftig                       | fīftigoþa                                          |
| 60  | sixtig, siextig              | sixtigoþa, siextigoþa                              |
| 100 | hund, hundred, hundtēontig   | hundtēontigoþa                                     |

## Предлоги
Предлоги в древнеанглийском, как и в современном английском, часто употребляются со словами, которые они регулируют, в этом случае они называются послелогами. Кроме того, если объект предлога был в дательном падеже, то предлог мог быть расположен в любом месте в предложении.
В древнеанглийском языке предложение могло быть бесподлежащным (Norðan sniwde — it was snowing in the north) и неопределенно-личным, которое могло строиться с помощью местоимения man. Роль предлогов в этот период сводилась в основном к уточнению значений падежных отношений.
Ниже приведен список предлогов в древнеанглийском языке.
| Древнеанглийский         | Значения | Примечания                                                                                         |
| ------------------------ | --- | -------------------------------------------------------------------------------------------------- |
| æfter                    | after; along, through, during; according to, by means of; about                                                                                          | Прародитель современного after; На нидерландском языке achter = behind, after                      |
| ǣr                       | before | На немецком eher, на нидерландском языке (vooral)eer, Прародитель современного ere                 |
| æt                       | at, to, before, next, with, in, for, against; unto, as far as                                                                                            | Прародитель современного at                                                                        |
| and                      | against, before, on | Связано с нидерландским aan (то есть tegenaan)                                                     |
| andlang                  | along | Прародитель современного along                                                                     |
| beæftan                  | after, behind; without | Прародитель современного abaft                                                                     |
| be, bī                   | by, near to, to, at, in, on, upon, about, with; of, from, about, touching, concerning; for, because of, after, by, through, according to; beside, out of | На немецком bei, прародитель современного by                                                       |
| befōran                  | before | Прародитель современного before                                                                    |
| begeondan                | beyond | Прародитель современного beyond                                                                    |
| behindan                 | behind | Прародитель современного behind                                                                    |
| beinnan                  | in, within | На немецком binnen                                                                                 |
| beneoðan                 | beneath | Прародитель современного beneath, немецкое beneden                                                 |
| betweonum, betweox, etc. | betwixt, between, among, amid, in the midst. | Прародитель современного between and betwixt соответственно                                        |
| bīrihte                  | near | |
| būfan                    | above | Прародитель современного above через форму onbúfan                                                 |
| būtan                    | out of, against; without, except | Связано с нидерландским buiten                                                                     |
| eāc                      | with, in addition to, besides | Прародитель современного немецкого auch и нидерландского ook, прародитель современного eke         |
| for                      | for, on account of, because of, with, by; according to; instead of.                                                                                      | Прародитель современного for                                                                       |
| fōr, fōre                | before | Связано с немецким vor, bevor и нидерландским voor                                                 |
| fram                     | from; concerning, about, of | Прародитель современного from                                                                      |
| gemang                   | among | Прародитель современного among                                                                     |
| geond                    | through, throughout, over, as far as, among, in, after, beyond                                                                                           | Прародитель современного yonder через форму geondra. Связано с немецким ginds и древн. ginder      |
| in                       | in, on; into, to | Прародитель современного in                                                                        |
| innan                    | in, into, within, from within | |
| intō                     | into | Прародитель современного into                                                                      |
| mid                      | with, against | Прародитель современного amid через форму onmiddan                                                 |
| neāh                     | near | Прародитель современного nigh. Нидерландское naar (nader)                                          |
| nefne                    | except | |
| of                       | of, from, out of, off | Прародитель современного of and off                                                                |
| ofer                     | above, over; upon, on; throughout; beyond, more than | Прародитель современного over                                                                      |
| on                       | on; in, at | Прародитель современного on                                                                        |
| onbūtan                  | about | Прародитель современного about                                                                     |
| ongeagn, etc.            | opposite, against; towards; in reply to | Прародитель современного again. Связано с немецким entgegen                                        |
| onuppan                  | upon, on | |
| oþ                       | to, unto, up to, as far as | |
| samod                    | with, at | |
| tō                       | to, at | Прародитель современного to                                                                        |
| tōeācan                  | in addition to, besides | |
| tōforan                  | before | См. нидерландское tevoren                                                                          |
| tōgeagnes                | towards, against | См. немецкое gegen                                                                                 |
| tōmiddes                 | in the midst of, amidst | См. нидерландское temidden                                                                         |
| tōweard                  | toward | Прародитель современного toward                                                                    |
| þurh                     | through | Связано с немецким durch, прародитель современного through                                         |
| ufenan                   | above, besides | |
| under                    | under | Прародитель современного under                                                                     |
| underneoþan              | underneath | Прародитель современного underneath                                                                |
| uppan                    | upon, on | Not the Прародитель современного upon, через «up on».                                              |
| ūtan                     | without, outside of | Связано со шведским utan, нидерландским uit и немецким außen, außer. Прародитель современного out. |
| wið                      | towards, to; with, against; opposite to; by, near | Прародитель современного with                                                                      |
| wiðæftan                 | behind | |
| wiðer                    | against | Связано с немецким wider                                                                           |
| wiðinnan                 | within | Прародитель современного within                                                                    |
| wiðforan                 | before | |
| wiðūtan                  | without, outside of | Прародитель современного without                                                                   |
| ymb, ymbe                | about, by | Связано с немецким um и латинским ambi                                                             |
| ymbūtan                  | about, around; concerning | |

## Местоимения
В древнеанглийском языке были различные классы местоимений: личные, притяжательные, указательные, вопросительные, относительные и неопределенные. Система склонения различных типов местоимений была неодинаковой.
Личные местоимения имели грамматические категории, сходные с категориями существительного. Все остальные местоимения склонялись подобно существительным, за исключением того, что в отличие от них, некоторые местоимения имели пять падежных форм, добавляя форму творительного падежа.
В древнеанглийском местоимения также имели двойственную форму (для разговоров о группах из двух лиц, например «нас двое» или «два»). Несмотря на то, что двойственная форма местоимений редко использовалась в древнеанглийском, она сохранилась и в современном английском языке.
| Падеж/число  | Единственное | Множественное число | Двойственное |
| ------------ | ------------ | ------------------- | ------------ |
| Именительный | ic, īc       | wē                  | wit          |
| Винительный  | mec, mē      | ūsic, ūs            | uncit, unc   |
| Родительный  | mīn          | ūre                 | uncer        |
| Дательный    | mē           | ūs                  | unc          |

| Падеж/число  | Единственное число | Множественное число | Двойственное |
| ------------ | ------------------ | ------------------- | ------------ |
| Именительный | þū                 | gē                  | git          |
| Винительный  | þēc, þē            | ēowic, ēow          | incit, inc   |
| Родительный  | þīn                | ēower               | incer        |
| Дательный    | þē                 | ēow                 | inc          |

| Падеж/число/род | Единственное число | Единственное число | Единственное число | Множественное число | Множественное число |
| Падеж/число/род | Мужской            | Средний            | Женственный        | Мужской             | Женский             |
| --------------- | ------------------ | ------------------ | ------------------ | ------------------- | ------------------- |
| Именительный    | hē                 | hit                | hēo                | hīe                 | hēo                 |
| Винительный     | hine               | hit                | hīe                | hīe                 | hīo                 |
| Родительный     | his                | his                | hire               | hiera               | heora               |
| Дательный       | him                | him                | hire               | him                 | him                 |

Многие древние формы местоимений имеют аналоги в современном английском языке: например, в родительном падеже ēower стало «your», ūre стало «our», mīn стало «mine». В результате проходившей диссимиляции некоторые формы местоимений не соответствуют их современным эквивалентам. Женское именительное hēo в какое-то время заменялось на женское именительное sēo, уступая «she».

## Синтаксис
Древнеанглийский синтаксис был во многом похож на современный. Главным в синтаксисе являются способы создания предложения и изучение различных образцов предложения. Основные принципы построения предложения в ходе истории английского
языка остались неизменными. Изменения произошли в способах сочетания слов.
Основную роль в создании предложения в древнеанглийском принадлежало сказуемому, выраженному личной формой глагола. Подлежащее в древнеанглийском предложении характеризовалось именительным падежом.
В сложноподчиненных предложениях отсутствовали специальные слова для соединения придаточных предложений.

## Порядок слов
В древнеанглийском языке существовал свободный порядок слов в предложении. Однако под свободным порядком слов понималась возможность лишь небольшого отступления от обычной последовательности. Такой последовательностью была: подлежащее + сказуемое + дополнения + обстоятельства. Определение часто предшествовало определяемому слову. Свобода слов иногда использовалась для выражения направления. Так, в предложении Buton on feawum stowura stycce — maelum wlciaS Finnas подлежащее Finnas находится на последнем месте и является словом, которое вводит в предложение новую мысль.

## Фонология
Фонология древнеанглийского языка изучается в основном по письменным источникам. Существует очень большой пласт текстов на древнеанглийском языке, свидетельствующих о фонологических чередованиях довольно точно. По этим материалам делаются определенные выводы о характере древнеанглийской фонологии.